# Papagaio-do-mar
Papagaio-do-mar é o nome comum dado às aves charadriiformes da família dos alcídeos, pertencentes ao género Fratercula. Existem três espécies conhecidas de papagaios-do-mar.

## Descrição
O Papagaio-do-mar tem cerca de 28 a 30 cm de comprimento e pesa cerca de 400g. Vive de 20 a 25 anos e  têm forma compacta e hidrodinâmica. Os seus pés têm os dedos unidos por uma membrana interdigital que está adaptada para nadar debaixo d'água e as suas penas são à prova d'água. O peito branco com dorso e asas negras ajudam na camuflagem contra os predadores de cima, de baixo e quando nada. As asas curtas e os fortes músculos das asas ajudam-no a nadar fortemente, usando as asas como barbatanas. As asas medem 47 a 63 cm de comprimento. A parte superior do bico e da língua são orlados com espinhos apontados para trás, permitindo agarrar o peixe escorregadio. O bico possui uma dobradiça que permite que o peixe fique em sua parte superior, enquanto ele apanha mais com a parte inferior do bico. Uma coisa interessante à seu respeito é que seu bico brilha se exposto à luz negra.
Vivem em sua maioria no Atlântico Norte e cobrem áreas que vão da Costa Nordeste dos EUA e da Islândia até a Gronelândia e Rússia. Vivem até mesmo abaixo da Inglaterra e da França.

## Comportamento
Geralmente vistos sozinhos ou em pares, os papagaios-do-mar são excelentes nadadores. São, no entanto, maus voadores: quando levantam vôo, voam baixo sobre a água, batendo as asas até 400 batimentos por minuto. As suas pernas estão colocadas na parte posterior do corpo, por isso, as aterrisagens nem sempre são as mais suaves quando há ventos fortes.
Sendo altamente sociáveis, os papagaios-do-mar juntam-se em grupos imensos no alto mar para encontrar um parceiro. Em terra, surgem disputas entre as aves que defendem os seus locais de nidificação na colônia. Tais lutas são às vezes rodeadas por uma multidão de espectadores curiosos. Os papagaios-do-mar tentam deter os predadores voando em grandes grupos no mar.

## Reprodução
Durante a época de acasalamento (entre março e maio) o bico do papagaio-do-mar é vermelho, amarelo e azul, esbatendo no final do verão. Durante a corte, estas aves produzem sons de arrulho e batem com o bico um no outro. Escavam uma toca onde a fêmea põe um ovo, que ambos os progenitores incubam à vez, aninhando-o debaixo da sua asa. Quando a cria choca, é alimentada durante 40 dias pelos progenitores. Permanecem na toca dez dias antes de se dirigirem ao mar. Os papagaios-do-mar regressam às colônias onde nasceram.

## Alimentação

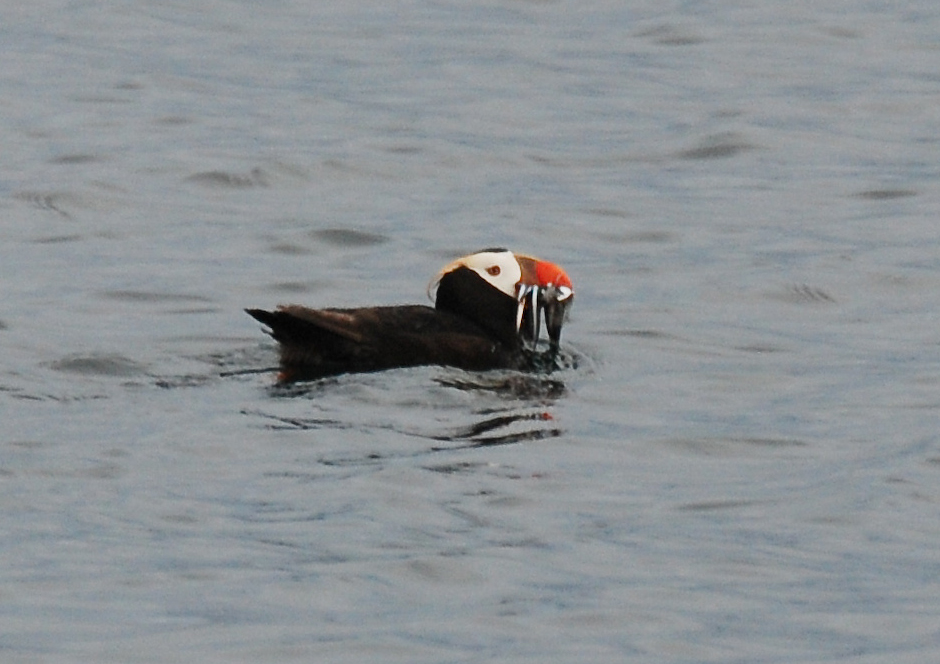
Papagaios-do-Mar, Protection Island NWR, Condado de Jefferson, Washington.

Os papagaios-do-mar mergulham até 60 m para encontrar peixes como enguias e merlúcios, que são as suas principais presas. Quando se alimentam, eles balançam-se na superfície e depois mergulham debaixo de água, engolindo as suas presas. As gaivotas-argênteas (ou gaivota-de-patas-amarelas) muitas vezes esperam pelo regresso dos papagaios-do-mar das suas pescarias, para roubarem a sua comida. Os papagaios-do-mar tentam evitá-las seguindo de imediato para a toca, a fim de fazer a entrega às suas crias.

## Ameaças
No passado, essas aves, foram muito caçadas. Hoje em dia, sofrem com a poluição e com as redes de pesca, em que podem ficar presas. Além disso, com a pesca predatória nas águas, onde este tipo de ave costuma se alimentar, falta alimento e com o aumento do nível do mar, por causa do aquecimento global, algumas colônias são inundadas pela água.

### Espécies
- Fratercula arctica - Papagaio-do-mar - Oceano Atlântico
- Fratercula cirrhata - Papagaio-do-mar-de-penachos - Oceano Pacífico
- Fratercula corniculata - Papagaio-do-mar-cornudo - Oceano Pacífico

## Uso culinário
- Nas Ilhas Faroés, o papagaio-do-mar recheado, designado localmente como fyltur lundi, é uma das mais conhecidas iguarias confecionadas com esta ave.